# Chaghcharan
Chaghcharan (persiska: چَغْچَران), även kallad Firuzkuh (فیروزکوه), är en provinshuvudstad i Afghanistan. Den ligger i provinsen Ghor, i den centrala delen av landet, 400 kilometer väster om huvudstaden Kabul, 2 263 meter över havet. Chaghcharan beräknades 2015 ha mellan 26 000 och 31 000 invånare.